# Dornburg-Camburg
Dornburg-Camburg là một thị xã thuộc huyện Saale-Holzland, trong bang Thüringen, Đức. Đô thị Dornburg-Camburg có diện tích 30,72 km². Thị xã này đã được lập ngày 1 tháng 12 năm 2008 khi các thị trấn Dornburg và Camburg và đô thị Dorndorf-Steudnitz được sáp nhập.